# Eric Vásquez
Eric Enrique Vásquez Martínez (sinh ngày 8 tháng 1 năm 1988 ở Panama City, Panama) là một hậu vệ bóng đá hiện tại thi đấu cho Liga Panameña de Fútbol team San Francisco.

## Sự nghiệp câu lạc bộ
Anh gia nhập San Francisco vào mùa hè năm 2013 từ Chorrillo. Trước đó anh ra nước ngoài thi đấu cho mượn với đội bóng hạng ba México Cuervos Negros.

## Sự nghiệp quốc tế
Anh là một phần của U-20 Panama tham dự Giải vô địch bóng đá trẻ thế giới 2007 ở Canada.
Vásquez có màn ra mắt cho Panama vào tháng 8 năm 2007 trong trận giao hữu trước Guatemala và tính đến tháng 8 năm 2015, có tổng cộng 10 lần ra sân, không ghi được bàn nào. Anh từng đại diện quốc gia trong một trận đấu tại Vòng loại giải vô địch bóng đá thế giới.